# Miriam Stein
Miriam Stein (Vienna, 10 maggio 1988) è un'attrice austriaca.

## Biografia
È figlia del presentatore televisivo svizzero Max Moor, mentre sua madre è di nazionalità austriaca. Cresce a Vienna, dove inizia a studiare recitazione, sin da bambina, dopo un'iniziale ambizione di diventare ballerina. Nel 2009 si laurea presso l'Università delle Arti di Zurigo. Per un anno ha studiato anche presso il prestigioso Conservatoire national supérieur de musique et de danse de Paris a Parigi. 
Attiva sia al cinema che in televisione, tra i ruoli di primo piano si ricordano: Young Goethe in Love (Goethe!) dove interpreta Charlotte Buff, Neue Vahr Süd, film tv dove interpreta Sibille, entrambi del 2010 ed il lungometraggio svizzero Die Verdingbub dove interpreta Esther; ma il ruolo che l'ha fatta conoscere a livello internazionale, è stato sicuramente quello di Charlotte nella miniserie TV Generation War (2013). 

### Vita privata
Dal 2009 ha una relazione sentimentale con il collega Volker Bruch.

## Filmografia

### Cinema
- 180° - Wenn deine Welt plötzlich Kopf steht, regia di Cihan Inan (2010)
- Goethe!, regia di Philipp Stölzl (2010)
- Der Verdingbub, regia di Markus Imboden (2011)
- Omamamia, regia di Tomy Wigand (2012)
- Hin und weg, regia di Christian Zübert (2014)

### Televisione
- Arrivederci Neda (Das Mädchen aus der Fremde) - film TV (1999)
- Tod durch Entlassung - film TV (2001)
- Die Cleveren - serie TV, episodio 5x05 (2003)
- Alles wegen Hulk - film TV (2004)
- Liebe und Wahn - film TV (2007)
- Jimmie - film TV (2008)
- Neue Vahr Süd - film TV (2010)
- Generation War (Unsere Mütter, unsere Väter) - miniserie tv, 3 episodi (2013)
- I Borgia (Borgia) - serie TV, episodio 3x13 (2014)
- Steirerblut - film TV (2013)
- The Team - serie TV, 8 episodi (2015)
- Das goldene Ufer - film TV (2015)
- Quattro donne e un funerale (Vier Frauen und ein Todesfall) - serie TV, 23 episodi (2012-2015)
- La piccola grande voce (Kleine Grosse Stimme) - film TV (2015)
- Gotthard - serie TV, episodi 1x01-1x02 (2016)

### Cortometraggi
- Morgen danach, regia di Lorenz Suter (2009)
- Der letzte Schnee, regia di Matthias Günter (2009)
- Alice - Paris, regia di Stefan Muggli (2009)
- Der Mann, der nichts wollte, regia di Lorenz Suter (2009)

## Premi e riconoscimenti
- German Television Awards 2001 per Das Mädchen aus der Fremde (1999)
- New Faces Awards 2011 come miglior attrice in Goethe! (2010)
- Bavarian TV Awards 2013 per Generation War (2013)

### Nomination
- Premio Romy Schneider 2014 come miglior attrice in Generation War (2013)